# Tassili Airlines
Tassili Airlines (mã IATA = SF, mã ICAO = DTH) là hãng hàng không chhở khách, trụ sở ở Algiers, Algérie. Hãng đảm nhận việc chở các công nhân tới các công trường khai thác dầu khí ở Algeria. Tassili Airlines có căn cứ chính ở Sân bay Houari Boumedienne, Algiers và các căn cứ khác ở Sân bay Oued Irara, Sân bay Hassi Messaoud và Sân bay Hassi R'Mel.

## Lịch sử
Tassili Airlines được thành lập năm 1997 và bắt đầu hoạt động từ ngày 8.4.1999 bằng chuyến bay từ Hassi Messaoud tới Algiers. Tassili Airlines là hãng liên doanh giữa Air Algerie (49%) và Sonatrach (51%).

## Các nơi đến
- Algiers
- Constantine
- Djanet
- El Golea
- El Oued
- Ghardaia
- Hassi Messaoud
- Hassi R'Mel
- In Amenas
- In Salah
- Oran
- Tamanrasset
- Tebessa
- Touggourt

## Các tuyến đường dự định
- Algiers-Paris-Charles de Gaulle
- Algiers-Marseille
- Algiers-London-Gatwick
- Constantine-Paris-Charles de Gaulle
- Hassi Messaoud-London-Gatwick
- Oran-Paris-Charles de Gaulle

## Đội máy bay
(Tháng 5/2008):

## Tai nạn
Ngày 28.1.2004 công ty Sonatrach thuê 1 máy bay Beechcraft 1900D của Tassili Airlines để chở 2 nhân viên tới công trường khai thác dầu gần thành phố Ghardaia. Khi đáp xuống sân bay, viên phi công phải tránh 1 máy bay mới từ Djanet tới, vẫn còn trên đường băng. Viên phi công làm động tác tránh và đã chạm đất, khiếm máy bay bị thiệt hại nặng, viên phi công phụ đã bị thương nặng và hôm sau bị chết.